# Динерт, Франц
Франц Ди́нерт (нем. Franz Dienert; 4 января 1900 или 1 января 1900, Германская империя — 1978) — немецкий футболист, нападающий. Бронзовый призёр чемпионата мира 1934 года.

## Биография
На протяжении игровой карьеры играл за «Карлсруэ», «Мюльбург» и «Раштатт 04».
В составе сборной Германии принимал участие на чемпионате мира 1934 года, но весь турнир просидел на скамейке запасных.